# Circunscripción electoral de Badajoz

Circunscripción de Badajoz
Cortes Generales* Congreso: 5 escaños (de 350)
- Senado: 4 senadores (de 266)Asamblea de Extremadura* 36 escaños (de 65)

Badajoz es una de las 52 circunscripciones electorales españolas utilizadas como distritos electorales para el Congreso de los Diputados y el Senado, que son las Cámaras Baja y Alta del Parlamento español. Le corresponden 5 diputados y 4 senadores.
También es una de las 2 circunscripciones electorales de Extremadura para las elecciones autonómicas, en que elige 36 diputados. Se corresponde con la provincia de Badajoz.

## Ámbito y sistema electoral
Los límites de la circunscripción son los mismos que los de la provincia de Badajoz, conforme establece la Constitución Española de 1978. Cualquier modificación de estos límites provinciales únicamente puede aprobarse por el Congreso de los Diputados mediante ley orgánica.
Los representantes son elegidos por sufragio universal, libre, igual, directo y secreto, en los términos que establece la legislación electoral. La edad mínima para votar es de 18 años.
En el caso del Congreso de los Diputados, se utiliza un sistema de representación proporcional a través de listas cerradas y bloqueadas. Los escaños se asignan con el método D'Hondt. Sólo las listas que superen el 3 % del total de votos válidos emitidos, incluidos los votos «en blanco», se consideran para la asignación de escaños. A cada provincia le corresponden por ley un mínimo de dos escaños, y uno a cada ciudad autónoma, lo que hacen un total de 102. Los 248 escaños restantes, que sumados a los otros hacen un total de 350, se reparten proporcionalmente según la población de cada provincia. En las elecciones generales de 2023 fueron asignados a la circunscripción de Badajoz cinco diputados.
En el caso del Senado, el sistema electoral sigue el escrutinio mayoritario plurinominal. En cada provincia se eligen cuatro senadores y los partidos pueden presentar un máximo de tres candidatos. Cada elector puede escoger hasta tres senadores, pertenezcan o no a la misma lista. Los cuatro candidatos más votados son elegidos.

## Asamblea de Extremadura

### Diputados obtenidos por partido (1983-2023)
|                        | Partido Socialista Obrero Español de Extremadura | PSOE-Extremadura  | 20  | 19 | 21 | 17 | 19 | 20 | 21  | 17  | 18 | 20 | 16 |
|                        | Partido Popular de Extremadura                   | PP de Extremadura | 11a | 9b | 9  | 14 | 15 | 13 | 14d | 17d | 15 | 10 | 15 |
|                        | Izquierda Unida Extremadura                      | IU Extremadura    | 3c  | 0  | 3  | 4  | 2  | 2  | 0   | 2   | 0  | 2  | 2  |
|                        | Podemos Extremadura                              | PODEMOS           |     |    |    |    |    |    |     |     | 3  | 2  | 2  |
|                        | Ciudadanos-Partido de la Ciudadanía              | CS                |     |    |    |    |    |    |     |     | 0  | 4  | 0  |
|                        | Vox                                              | Vox               |     |    |    |    |    |    |     |     | 0  | 0  | 3  |
|                        | Extremadura Unida                                | EU                | 1   | 2  | 0  | 0  | 0  | 0  | 0   | 0   | 0  | 0  | 0  |
| Partidos desaparecidos |                                                  |                   |     |    |    |    |    |    |     |     |    |    |    |
|                        | Centro Democrático y Social                      | CDS               |     | 5  | 2  |    |    |    |     |     |    |    |    |
| Total                  | Total                                            | Total             | 35  | 35 | 35 | 35 | 36 | 35 | 35  | 36  | 36 | 36 | 36 |

Notas
a Los resultados corresponden a los de Alianza Popular (AP). 

b Los resultados corresponden a los de Coalición Popular.

c Los resultados corresponden a los del Partido Comunista de España (PCE).

d Los resultados corresponden a la coalición Partido Popular-Extremadura Unida.

## Congreso de los Diputados

### Diputados obtenidos por partido (1977-2023)
| Candidatura            | Candidatura     | 1977 | 1979 | 1982 | 1986 | 1989 | 1993 | 1996 | 2000 | 2004 | 2008 | 2011 | 2015 | 2016 | 2019 (I) | 2019 (II) | 2023 |
| ---------------------- | --------------- | ---- | ---- | ---- | ---- | ---- | ---- | ---- | ---- | ---- | ---- | ---- | ---- | ---- | -------- | --------- | ---- |
|                        | PSOE            | 3    | 3    | 5    | 4    | 4    | 4    | 3    | 3    | 3    | 3    | 2    | 3    | 2    | 3        | 3         | 2    |
|                        | Partido Popular |      |      | 2a   | 2b   | 2    | 2    | 3    | 3    | 3    | 3    | 4    | 2    | 3    | 1        | 2         | 2    |
|                        | Vox             |      |      |      |      |      |      |      |      |      |      |      | 0    | 0    | 1        | 1         | 1    |
|                        | Unidas Podemos  |      |      |      |      |      |      |      |      |      |      |      | 1c   | 1    | 0        | 0         | 0    |
|                        | Ciudadanos      |      |      |      |      |      |      |      |      |      |      |      | 0    | 0    | 1        | 0         |      |
| Partidos desaparecidos |                 |      |      |      |      |      |      |      |      |      |      |      |      |      |          |           |      |
|                        | UCD             | 4    | 4    |      |      |      |      |      |      |      |      |      |      |      |          |           |      |
| Total                  | Total           | 7    | 7    | 7    | 6    | 6    | 6    | 6    | 6    | 6    | 6    | 6    | 6    | 6    | 6        | 6         | 5    |

Notas
a Los resultados corresponden a los de la coalición entre Alianza Popular y el Partido Demócrata Popular.

b Los resultados corresponden a los de Coalición Popular.

c Los resultados corresponden a los de Podemos.

## Senado

### Senadores obtenidos por partido (1977-2023)
| Candidatura            | Candidatura     | 1977 | 1979 | 1982 | 1986 | 1989 | 1993 | 1996 | 2000 | 2004 | 2008 | 2011 | 2015 | 2016 | 2019 (I) | 2019 (II) | 2023 |
| ---------------------- | --------------- | ---- | ---- | ---- | ---- | ---- | ---- | ---- | ---- | ---- | ---- | ---- | ---- | ---- | -------- | --------- | ---- |
|                        | PSOE            | 0    | 1    | 3    | 3    | 3    | 3    | 3    | 1    | 3    | 3    | 1    | 3    | 1    | 3        | 3         | 2    |
|                        | Partido Popular |      |      | 1a   | 1b   | 1    | 1    | 1    | 3    | 1    | 1    | 3    | 1    | 3    | 1        | 1         | 2    |
| Partidos desaparecidos |                 |      |      |      |      |      |      |      |      |      |      |      |      |      |          |           |      |
|                        | UCD             | 2    | 2    |      |      |      |      |      |      |      |      |      |      |      |          |           |      |
|                        | Independientes  | 2    |      |      |      |      |      |      |      |      |      |      |      |      |          |           |      |
| Total                  | Total           | 4    | 4    | 4    | 4    | 4    | 4    | 4    | 4    | 4    | 4    | 4    | 4    | 4    | 4        | 4         | 4    |

Notas
a Los resultados corresponden a los de la coalición entre Alianza Popular y el Partido Demócrata Popular.

b Los resultados corresponden a los de Coalición Popular. 